# Міжнародний аеропорт Джок'якарта
Міжнародний аеропорт Джок'якарта (індонез. Bandar Udara Internasional Yogyakarta, яван. Papan Anggêgana Internasiyonal Ngayogyakarta) (IATA: YIA, ICAO: WAHI) — міжнародний аеропорт, розташований в районі Темон регіону Кулон Прого на Яві, Індонезія. Аеропорт розташований приблизно за 45 кілометрів від міста Джок'якарта, яке обслуговує спеціальний регіон Джок'якарта, а також сусідні міста Центральної Яви. Це найбільший із трьох аеропортів у спеціальному регіоні Джок'якарта. Аеропорт обслуговує рейси до та з кількох міст Індонезії та деякі міжнародні напрямки, такі як Малайзія та Сінгапур.

## Авіалінії та напрямки
| Авіакомпанія      | Пункт призначення                                                                          |
| ----------------- | ------------------------------------------------------------------------------------------ |
| AirAsia           | Kuala Lumpur–International                                                                 |
| Batik Air         | Jakarta–Halim Perdanakusuma, Jakarta–Soekarno-Hatta, Kuala Lumpur–International, Singapore |
| Citilink          | Balikpapan, Jakarta–Soekarno-Hatta, Makassar, Pekanbaru                                    |
| Garuda Indonesia  | Denpasar, Jakarta–Soekarno-Hatta Seasonal: Jeddah, Medina                                  |
| Indonesia AirAsia | Denpasar, Singapore                                                                        |
| Lion Air          | Banjarmasin, Denpasar, Jakarta–Soekarno-Hatta, Makassar, Medan, Pekanbaru Seasonal: Jeddah |
| Malaysia Airlines | Kuala Lumpur–International                                                                 |
| Pelita Air        | Jakarta–Soekarno-Hatta                                                                     |
| Scoot             | Singapore                                                                                  |
| Super Air Jet     | Balikpapan, Batam, Lombok, Palembang, Pontianak, Samarinda                                 |
| TransNusa         | Jakarta–Soekarno-Hatta                                                                     |